# Opel Arena (Kleintransporter)

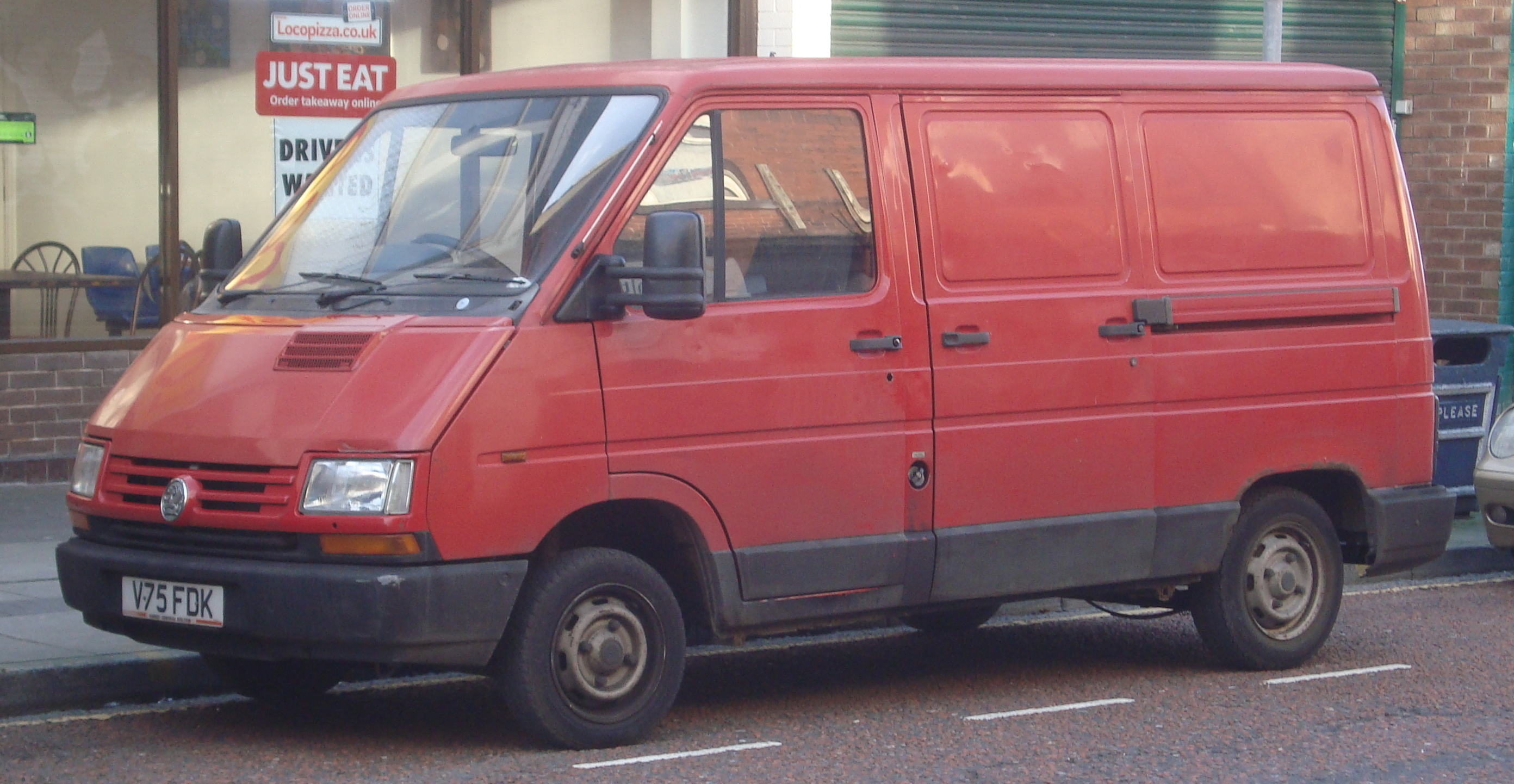
Vauxhall Arena

Der Opel Arena war ein Kleintransporter, der von Dezember 1997 bis Februar 2000 produziert wurde.
Als Ersatz für den Isuzu Midi wurde der Renault Trafic mit geringfügigen Modifikationen von General Motors übernommen. Das Modell wurde in England als Vauxhall Arena und als Chevrolet Space Van in Brasilien angeboten. Es gab ihn als Kleinbus mit bis zu acht Sitzplätzen oder als Kastenwagen, jeweils auf Wunsch mit Hochdach. Ausgerüstet wurde der Fronttriebler mit einem 1,9 oder 2,5 l großen Vierzylinder-Dieselmotor mit 44 kW/60 PS bzw. 55 kW/75 PS. Das Leergewicht wird mit 1300 kg angegeben. Das Laderaumvolumen beträgt ca. 5,3 m³.
Der Markterfolg war bescheiden, trotz der serienmäßigen Ausstattung mit Zentralverriegelung, elektronischer Wegfahrsperre und Antiblockiersystem. Die Technik (insbesondere die Motoren) war veraltet, da die Basis, der Trafic, zum Zeitpunkt des Erscheinens bereits über 15 Jahre auf dem Markt war. Es handelte sich noch um Wirbelkammereinspritzungsmotoren. Der 1,9-l-Motor mit 44 kW (60 PS) ermöglichte nur eine maximale Geschwindigkeit von 118 km/h, der 2,5 l mit 55 kW (75 PS) kam auf 128 km/h. Diese Werte waren den Konkurrenten, beispielsweise dem VW T4, den es mit ähnlichen Eckdaten im Dieselbereich gab, deutlich unterlegen.
Ab September 2001 ersetzte ihn der Opel Vivaro.

## Technische Daten
|                                             | 1,9 D                 | 2,5 D                 |
| Bauzeitraum                                 | 12/1997–02/2000       | 12/1997–02/2000       |
| Motorkenndaten                              |                       |                       |
| Motorkennung                                | 19 DJ, 19 DL          | 25 DM, 25 DG          |
| Motortyp                                    | R4-Dieselmotor        | R4-Dieselmotor        |
| Anzahl Ventile pro Zylinder                 | 2                     | 2                     |
| Ventilsteuerung                             | OHC, Zahnriemen       | OHC, Zahnriemen       |
| Gemischaufbereitung                         | Vorkammereinspritzung | Vorkammereinspritzung |
| Motoraufladung                              | –                     | –                     |
| Kühlung                                     | Wasserkühlung         | Wasserkühlung         |
| Bohrung × Hub                               | 80,0 mm × 93,0 mm     | 93,0 mm × 92,0 mm     |
| Hubraum                                     | 1870 cm³              | 2499 cm³              |
| Verdichtungsverhältnis                      | 21,5:1                | 22,0:1                |
| max. Leistung bei min−1                     | 44 kW (60 PS) /4000   | 55 kW (75 PS) /4000   |
| max. Drehmoment bei min−1                   | 120 Nm /2250          | 158 Nm /2200          |
| Kraftübertragung                            |                       |                       |
| Antrieb                                     | Vorderradantrieb      | Vorderradantrieb      |
| Getriebe                                    | 5-Gang-Schaltgetriebe | 5-Gang-Schaltgetriebe |
| Messwerte                                   |                       |                       |
| Höchstgeschwindigkeit                       | 118 km/h              | 128 km/h              |
| Beschleunigung, 0–100 km/h                  | 36,3 s                | 25,8 s                |
| Kraftstoffverbrauch auf 100 km (kombiniert) | 9,9 l D               | 10,1 l D              |